# هرمرسبرگ
هرمرسبرگ (به آلمانی: Hermersberg) یک شهر در آلمان است که در زودوستپفالتس واقع شده‌است. هرمرسبرگ ۱٬۷۲۶ نفر جمعیت دارد.